# Cucut d'Euler
El cucut d'Euler (Coccyzus euleri) és una espècie d'ocell de la família dels cucúlids (Cuculidae) que habita la selva humida, boscos i garrigues de Sud-amèrica, a l'est de Colòmbia, Veneçuela, Guyana, Surinam, est i sud del Brasil i nord-est de l'Argentina.